# Gunter Antrak
Gunter Antrak (* 1941) ist ein deutscher Schriftsteller, Drehbuchautor und Kabarettist.

## Leben
Gunter Antrak ist freischaffender Kabarettist und Autor. Er ist in Übigau, einem Stadtteil im Nordwesten von Dresden, zur Schule gegangen. Sein Studium hat er als Diplom-Ingenieur für Elektronik abgeschlossen.
Er begann ab 1975 damit, Krimis und Kabaretttexte zu schreiben, was ihm den Weg in die Herkuleskeule ebnete. Dort war er von 1981 bis 1990 als Texter und Dramaturg engagiert. Im Dezember 1988 war das von Hans-Günther Pölitz und ihm geschriebene Programm Der Fortschritt ist hinter uns her von der SED-Bezirksleitung Magdeburg verboten worden.
Gemeinsam mit Wolfgang Stumph und Detlef Rothe gründete er danach das Kabarett ANTRAK auf STUMPHsinn, in dem er selbst auftrat und bis zur Auflösung im Jahr 2006 sein komödiantisches Talent entfalten konnte. Während dieser Zeit schrieb er unter anderem auch Drehbücher für die erfolgreichen Serien Salto Postale, Salto Kommunale und die Fortsetzung Salto Speziale. Nach der Auflösung des Kabaretts verfasst Antrak auch Theaterstücke.

## Werke (Auswahl)

### Belletristik
- Der Unfall. Kriminalerzählung, Das Neue Berlin, Berlin 1975.
- Ausweg Feuer? Kriminalerzählung, Das Neue Berlin, Berlin 1975.
- Tödliche Komödie. Kriminalerzählung, Das Neue Berlin, Berlin 1976.
- Die Jagd nach der Fiktion. Kriminalerzählung, Das Neue Berlin, Berlin 1977.
- Im Griff der Angst. Kriminalroman, Mitteldeutscher Verlag, Halle / Leipzig 1983.

### Drehbücher
(Quelle: )
- Salto Postale. Serie, Komödie, 17 Folgen, Zweites Deutsches Fernsehen, 1993–1996.
- Salto Kommunale. Serie, Komödie, (zumindest) 8 Folgen,[10] Zweites Deutsches Fernsehen, 1998–2001.
- MACHT Spaß. TV-Movie, Komödie, Mitteldeutscher Rundfunk, 2002.
- Die Hinterbänkler. Serie, 2 Folgen, Sat.1, 2002.
- Oskar, der Klomann. TV-Movie, Komödie, Zweites Deutsches Fernsehen, 2003.
- Bis der Arzt kommt. Serie, Komödie, Folgen 1–6, Mitteldeutscher Rundfunk, 2004.
- In Kur und Moll. Serie, Komödie, Folgen 1–6, Mitteldeutscher Rundfunk, 2004.
- Salto Speziale. Serie, Komödie, Folgen 1–3, Zweites Deutsches Fernsehen, 2006.

### Regie
- Mit einem Teelöffel Komik …Ein Abend zum Kranklachen und Gesundbleiben. TV-Show, Folgen 1–2, Mitteldeutscher Rundfunk, 2011.[11]

### Theaterstücke
- Charlys Tante – made in China. Komödie, Uraufführung Komödie Dresden 27. November 2009.[12]
- Die Fruchtfliege. Komödie, Hoftheater Dresden (Weißig).[13]
- Du bist der Hausmann, Schätzchen! Krimi-Komödie, Deutsche Erstaufführung Deutsch-Sorbisches Volkstheater Bautzen, 15. Dezember 2017.[14]